# Andrew Millar
Andrew Millar (1705-8 de junio de 1768) fue un editor escocés del siglo XVIII.
En 1725, con veinte años, como aprendiz de librero, evadió las restricciones de impresión de la ciudad de Edimburgo yendo a Leith a imprimir, lo que se consideraba fuera de la jurisdicción de Edimburgo. Millar pronto se hizo cargo de la imprenta de su maestro en Londres. Participó activamente en la lucha contra las autoridades de Edimburgo.
Alrededor de 1729, Millar comenzó a trabajar como librero y editor en el Strand (Londres). Su propio juicio en asuntos literarios era pequeño, pero reunió un excelente equipo de asesores literarios, y no dudó en pagar lo que en ese momento se consideraban grandes precios por buen material. «Respeto a Millar, 
»— dijo Samuel Johnson en 1755—, «ha subido el precio de la literatura». Pagó a James Thomson 105 libras por The Seasons, y a Henry Fielding una suma total de 700 libras por Tom Jones y 1000 libras por Amelia.
Millar fue uno de los sindicatos de libreros que financiaron el A Dictionary of the English Language de Samuel Johnson en 1755, y sobre él cayó el trabajo de ver ese libro a través de la prensa principalmente. Durante el mismo año Millar publicó la primera edición del Mapa de Mitchell de John Mitchell 
.También publicó las historias de  Robertson y Hume.
Millar fue el demandante en el caso Millar v. Taylor (1769), en el que se sostuvo que los autores y los editores tienen derecho a un derecho de autor perpetuo de derecho común. Esa decisión fue finalmente revocada en el histórico caso de 1774 Donaldson v. Beckett, cuyo demandante infructuoso fue el aprendiz de Millar, Thomas Beckett.
Millar murió en su villa de Kew Green, cerca de Londres, el 8 de junio de 1768.